# Huba vezér
Huba vezér (? – 9. sz.) Anonymus szerint a honfoglaló magyarok hét vezérének, azaz törzsfőjének egyike. Az ő esetében ennek lehet hitele, de esetleg a 10. század később élő személye. A Kisalföld déli részét uralta, de mint egyetlen törzsfő esetén sem, nem tudjuk, melyik törzs főnöke volt.
Téli-nyári szállásváltó életmódját a Zsitva-Duna-Rába-Marcal-Répce vonalon folytatta, téli szállása Komáromtól északkeletre a Zsitva mellett – a Komáromszemere mellett egykor létezett Hoba falu –, nyári szállásai a Marcal forrásvidékén és a Répce mellett voltak. Alá tartozó nemzetségfő lehetett Ketel és fia Alaptolma, a Katapán nemzetség ősei, akik területén Komárom vármegye kialakult, amelyik a téli vezéri szállást is magában foglalta. Huba István kori utóda, Szemere és a Szemere nemzetség az újkorig birtokolta.
Huba utódai Koppány lázadása idején még jelentős erőt képviselhettek a Rába partján, az ő figyelmeztetésükre szögeztethette István a felnégyelt Koppány egyik negyedét Győr kapujára.

## Anonymus Hubáról
Anonymus a Gesta Hungarorumja szerint Huba a Szemere-nemzetség őse, Árpád magyar fejedelem őt küldte (Szoárddal és Kadocsával együtt) a felvidék meghódoltatására. 

„Ugyanabban az időben Árpád vezér, … sok katonát hadba küldött, hogy Gömör és Nógrád várának népét meghódítsák neki, sőt ha a szerencse szolgál, akkor menjenek fel a csehek határa felé Nyitra váráig. Ezeknek a hadra kelő katonáknak a fejeivé és vezéreivé nagybátyjának, Hüleknek két fiát: Szovárdot és Kadocsát rendelte, meg aztán Hubát, a fejedelmi személyek egyikét.”
– Anonymus: Gesta Hungarorum

Ismeretlen fegyverük, a nyíl és szokatlan harcmódjuk csakhamar megfutamította az ellenálló Zobor vezér szláv csapatait, kiket Nyitra várába szorítottak. A várat csakhamar elfoglalták és Zobor vezért a később róla elnevezett hegyen fölakasztották. Ezután behódoltatták az egész környéket s a legyőzötteket rabszíjon Árpád elé hurcolták, ki nagylelkűen szabadon bocsátotta őket.
„Ebben az örömében még Árpád vezér Hubát Nyitra és egyéb várak ispánjává tette, egyszersmind tulajdon földet is adott neki a Zsitva folyó mellett a Törzsök-erdőig.”

## Emlékek

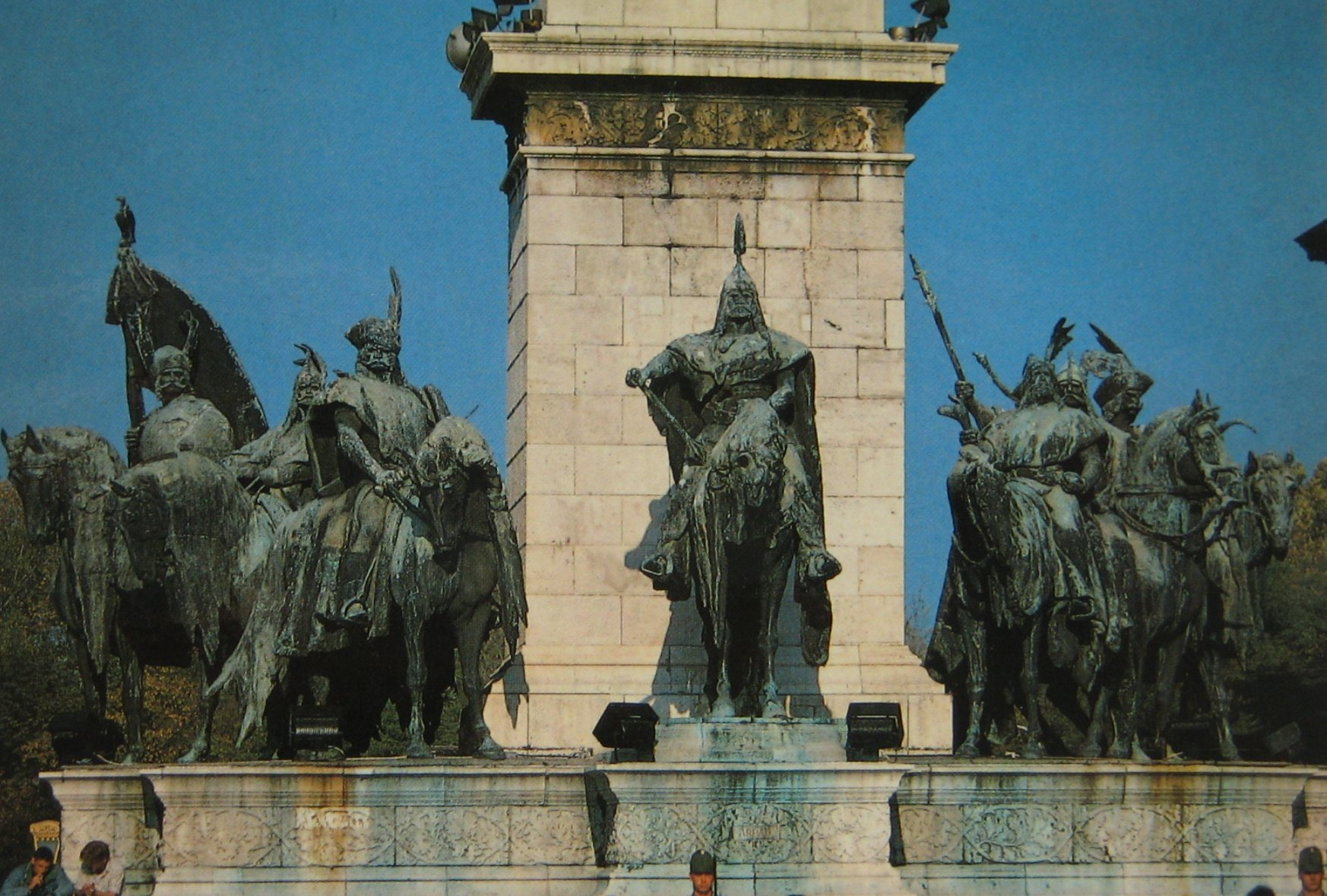
A Millenniumi emlékmű emlékoszlopánál Árpádtól jobbra a középső alak Huba vezér

- A Szemere család (Szemerei, Szemerey) ősrégi magyar család, amely Hubától származtatja magát. A családból a bölcs Szemerét, Huba utódját, Béla király névtelen jegyzője, Anonymus is említi: „Huba, akinek leszármazottja az okos Szemere”.[5] A származás hagyománya alapján a család sokáig használta a „de genere Huba” jelzőt.[7]

- Huba vezér 4,7 méter magas bronz lovas szobra, mely Zala György alkotása és 1929-ben állították fel – a Millenniumi emlékmű jobb ívének középső alakja.[8]

- A Zobor-hegyen 1896-ban Huba vezér emlékére millenniumi emlékmű épült fehér gránitból, négy turul madárral. A húsz méter magas emlékoszlopot 1896. augusztus 30-án avatták fel, de 1921. február 9-én cseh légionáriusok ledöntötték. Napjainkban már csak a hengerszerű talapzat maradt meg belőle.[9]

- Gárdonyi Géza így ír Hubáról a Hét vezér című versében:

„…Várak ellen Huba vezér járt hadat,
vas-kosokkal döntögette a falat.
A cseheket kidobálta Nyitrából:
„Coki bratye, az Atilla várából!” …” 
- Mikszáth Kálmán Ajnácskő [11] című rövid elbeszélésében ír Huba vezérről és leányáról, Hajnácskáról, akiről a rege szerint Ajnácskő várát elnevezték.

„E tájra Huba vezér indult a maga népével s útközben osztogatá a javadalmakat.
Ez a szép völgy azé, ez meg ott amazé. Nem sokat méricskéltek lánczczal, de még mappát se csináltak a birtokosok. A vezér szava volt a telekkönyv.”
- Koltay Gábor Honfoglalás című filmjében Körtvélyessy Zsolt alakította Hubát, a Kér törzs vezérét.